# Mimegralla laticeps
Mimegralla laticeps är en tvåvingeart som först beskrevs av Verbeke 1951.  Mimegralla laticeps ingår i släktet Mimegralla och familjen skridflugor.
Artens utbredningsområde är Kongo. Inga underarter finns listade i Catalogue of Life.